# Flucht aus Laos
Flucht aus Laos (Originaltitel: Little Dieter Needs to Fly, wörtlich übersetzt: Der kleine Dieter muss fliegen) ist ein 1997 für das Zweite Deutsche Fernsehen produzierter Dokumentarfilm des deutschen Filmregisseurs Werner Herzog, der auch das Drehbuch dazu geschrieben hat.

## Inhalt
Der Film erzählt die Geschichte des in Deutschland geborenen Dieter Dengler (1938–2001), der als Kind das Ende des Zweiten Weltkrieges in seiner zerstörten Heimat erlebte. Als er eines Tages alliierte Kampfflugzeuge am Himmel sieht, steht sein Entschluss fest: Er „muss“ Pilot werden. Im Alter von 18 Jahren wanderte Dengler in die USA aus und wurde Kampfpilot bei der United States Navy.
Nach abgeschlossener Pilotenausbildung wurde er mit seiner Einheit nach Vietnam verlegt, wo sich der Vietnamkrieg in seiner heißen Phase befand. Bei einem seiner ersten Kampfeinsätze wurde Denglers Flugzeug am 2. Februar 1966 über Feindgebiet in Laos abgeschossen. Dengler überlebte den Absturz, wurde jedoch vom Pathet Lao gefangen genommen und im Dschungel unter unmenschlichen Verhältnissen inhaftiert. In seiner Haft, die er zusammen mit anderen US-Soldaten verbrachte, war er in einem Bambuskäfig angekettet, hungerte und wurde gefoltert. Nach sechs Monaten gelang Dengler die abenteuerliche Flucht. Nach 23 Tagen auf der Flucht im Dschungel wurde Dengler von einem Flugzeug der US Air Force entdeckt und gerettet.
Er war der einzige von 500 US-Soldaten, die in laotische Gefangenschaft geraten waren, dem die Flucht aus eigener Kraft gelang. Insgesamt kamen nur zehn US-Gefangene lebend aus Laos zurück. Wieder in die USA zurückgekehrt, wurde Dengler als Held gefeiert und schrieb ein Buch (Escape from Laos 1979, deutsch Flucht aus Laos) über seine Erlebnisse in der Kriegsgefangenschaft und auf der Flucht.

## Auszeichnungen
- 1997 Spezialpreis der Jury des Internationalen Dokumentarfilm-Festivals Amsterdam
- 1998 IDA-Award in der Kategorie Feature Documentaries der International Documentary Association
- 1999 Nominiert für den Emmy in der Kategorie Outstanding Non-Fiction Special
- 1999 Silberner FIPA-Preis des Festival International de Programmes Audiovisuels, Biarritz
- 1999 Golden Spire des San Francisco International Film Festival
- 1999 Gold Apple des National Educational Media Network
- 2000 Nominiert für den Sierra Award in der Kategorie Bester Dokumentarfilm der Las Vegas Film Critics Society Awards

## Sonstiges
Herzog produzierte 1998 für die ZDF-Reihe Höllenfahrten eine etwa 40-minütige, deutschsprachige Version des Films. Zu diesem Zweck wiederholte er während der Dreharbeiten die Interviews mit Dieter Dengler, so dass Dengler sowohl in Englisch als auch in Deutsch sprach. Die in deutscher Sprache geführten Interviews fanden dann aber lediglich in der gekürzten Variante des Filmes Einzug.
Im Jahre 2006 produzierte Herzog auf Grundlage der Dokumentation einen Kinofilm mit dem Titel Rescue Dawn mit Christian Bale in der Hauptrolle als Dieter Dengler.